# Zveza računovodij, finančnikov in revizorjev Slovenije
Zveza računovodij, finančnikov in revizorjev Slovenije je strokovna organizacija v Sloveniji, ki povezuje 33 društev s področja računovodstva in financ..

## Odlikovanja in nagrade
Leta 1997 je zveza prejela častni znak svobode Republike Slovenije z naslednjo utemeljitvijo: »ob štiridesetletnici delovanja za njen prispevek k računovodski stroki, njeno popularizacijo, uveljavljanje teorije v praksi in še posebej za vzgojo računovodskih praktikov v Sloveniji«.